# Barry Town United Football Club
Maillots
Actualités
Dernière mise à jour : 18 décembre 2024.
Le Barry Town Football Club est un club de football du Pays de Galles basé à Barry, ville de 50 661 habitants.

## Historique
- 1891 : fondation du club sous le nom de Barry FC
- 1903 : le club est renommé Barry District FC
- 1912 : le club est renommé Barry FC
- 1923 : fermeture du club
- 1923 : refondation sous le nom de Barry Town FC
- 1994 : 1re participation à une Coupe d'Europe (C2, saison 1994/95)

1996 est le début d'une période faste pour Barry Town qui devient la première équipe galloise professionnelle à 100 %. Le club remporte 7 championnats entre 1996 et 2003, ne laissant échapper que celui de 2000. En 2004, seulement 1 an après son dernier titre, la crise frappe le club qui est contraint de vendre l'essentiel de ses joueurs et de ne participer au championnat qu'avec de jeunes joueurs locaux. En conséquence, l'équipe termine dernière en championnat et est reléguée en deuxième division. Le 14 mai 2011, le propriétaire du club, Stuart Lovering, retire le club de la MacWhirter Welsh League (2e division du pays de Galles).

## Bilan sportif

### Palmarès
- Championnat du pays de Galles (7)
  - Champion : 1996, 1997, 1998, 1999, 2001, 2002, 2003
  - Vice-Champion : 2000

- Coupe du pays de Galles (6)
  - Vainqueur : 1955, 1994, 1997, 2001, 2002, 2003
  - Finaliste : 1996

- Coupe de la Ligue du pays de Galles (4)
  - Vainqueur : 1997, 1998, 1999, 2000
  - Finaliste : 2001, 2017

### Bilan européen
Note : dans les résultats ci-dessous, le score du club est toujours donné en premier.
| Saison    | Compétition         | Tour              | Club             | Domicile | Extérieur | Total             |
| --------- | ------------------- | ----------------- | ---------------- | -------- | --------- | ----------------- |
| 1994-1995 | Coupe des coupes    | Tour préliminaire | Žalgiris Vilnius | 0 - 1    | 0 - 6     | 0 - 7             |
| 1996-1997 | Coupe UEFA          | Premier tour Q    | Dinaburg FC      | 0 - 0    | 2 - 1     | 2 - 1             |
| 1996-1997 | Coupe UEFA          | Deuxième tour Q   | Budapest VSC     | 3 - 1 ap | 1 - 3     | 4 - 4 (4 - 2 tab) |
| 1996-1997 | Coupe UEFA          | Premier tour      | Aberdeen FC      | 3 - 3    | 1 - 3     | 4 - 6             |
| 1997-1998 | Ligue des champions | Premier tour Q    | Dynamo Kiev      | 0 - 4    | 0 - 2     | 0 - 6             |
| 1998-1999 | Ligue des champions | Premier tour Q    | Dynamo Kiev      | 1 - 2    | 0 - 8     | 1 - 10            |
| 1999-2000 | Ligue des champions | Premier tour Q    | Valletta FC      | 0 - 0    | 2 - 3     | 2 - 3             |
| 2000-2001 | Coupe UEFA          | Tour préliminaire | Boavista FC      | 0 - 3    | 0 - 2     | 0 - 5             |
| 2001-2002 | Ligue des champions | Premier tour Q    | FK Şəmkir        | 2 - 0    | 1 - 0     | 3 - 0             |
| 2001-2002 | Ligue des champions | Deuxième tour Q   | FC Porto         | 3 - 1    | 0 - 8     | 3 - 9             |
| 2002-2003 | Ligue des champions | Premier tour Q    | Skonto Riga      | 0 - 1    | 0 - 5     | 0 - 6             |
| 2003-2004 | Ligue des champions | Premier tour Q    | Vardar Skopje    | 2 - 1    | 0 - 3     | 2 - 4             |
| 2019-2020 | Ligue Europa        | Tour préliminaire | Cliftonville FC  | 0 - 0    | 0 - 4     | 0 - 4             |
| 2020-2021 | Ligue Europa        | Tour préliminaire | NSÍ Runavík      | N/A      | 1 - 5     | 1 - 5             |

Légende
- Victoire ou qualification pour le tour suivant
- Match nul
- Défaite ou élimination de la compétition